# Droga wojewódzka nr 992
Droga wojewódzka nr 992 (DW992) – droga wojewódzka w województwie podkarpackim o długości 50 km łącząca Jasło przez dawne przejście graniczne Ożenna-Nižná Polianka ze Słowacją.

## Klasa drogi
Jeszcze ponad 10 lat temu droga wojewódzka nr 992 zaczynała się w Jaśle i kończyła w Nowym Żmigrodzie, krzyżując się z drogą wojewódzką 993. Jednak w 2002 roku w ramach programu Phare rozpoczęła się przebudowa drogi Nowy Żmigród – Granica Państwa po wcześniejszym włączeniu dotychczasowej drogi powiatowej do ciągu tej drogi. Droga Jasło – Nowy Żmigród jest przystosowana do ruchu pojazdów ciężarowych. Obydwa odcinki zostały poszerzone i wyremontowane w 2010 roku i mają klasę G. Odcinek DW992 Nowy Żmigród – Granica Państwa, jako przeznaczony do ruchu turystycznego, ma klasę Z z nawierzchnią o szerokości 5,5 m.

## Miejscowości leżące przy trasie DW992
| Odcinek                                             | Miejscowości                                                     | Klasa |
| --------------------------------------------------- | ---------------------------------------------------------------- | ----- |
| Jasło – Nowy Żmigród (0 + 000 – 16 + 115)           | Jasło, Żółków, Gorzyce, Majscowa, Zarzecze, Toki, Nowy Żmigród   | G     |
| Nowy Żmigród – Granica Państwa (16 + 115 – 49 +720) | Nowy Żmigród, Kąty, Krempna, Kotań, Świątkowa Mała, Grab, Ożenna | Z     |